# Terminal 2 del Aeropuerto de Heathrow
La Terminal 2 del Aeropuerto de Heathrow (en inglés "Heathrow Terminal 2"), también conocida como la terminal de La Reina ("The Queen's Terminal" en inglés), es una terminal del aeropuerto de Heathrow, el principal de la ciudad de Londres. El nuevo desarrollo se llamó originalmente Terminal Este de Heathrow ("Heathrow East Terminal" en inglés), y ocupaba los terrenos de la antigua Terminal 2 y del "Edificio de la Reina" ("Queen's Building" en inglés). Se diseñó por Luis Vidal + Architects y abrió sus puertas el 4 de junio de 2014. La Terminal 2 original abrió en 1955 como el Edificio Europa y era la terminal más vieja del aeropuerto.
La Terminal 1 se cerró a los pasajeros el 30 de junio de 2015, a pesar de que el sistema de equipajes del Terminal 1 se utiliza en la Terminal 2, una parte quedó operativa. La Terminal 1 se debe derribar, permitiendo a la Terminal 2 extenderse en una fecha aún no determinada. La Terminal 3 también se planea demolerse en 2019, permitiendo así una futura ampliación de la Terminal 2.

## Historia
La aprobación para la nueva terminal, originalmente llamada Heathrow Este, la concedió el por el entonces alcalde de Londres Ken Livingstone y el Hillingdon Council en mayo de 2007.

### Diseño

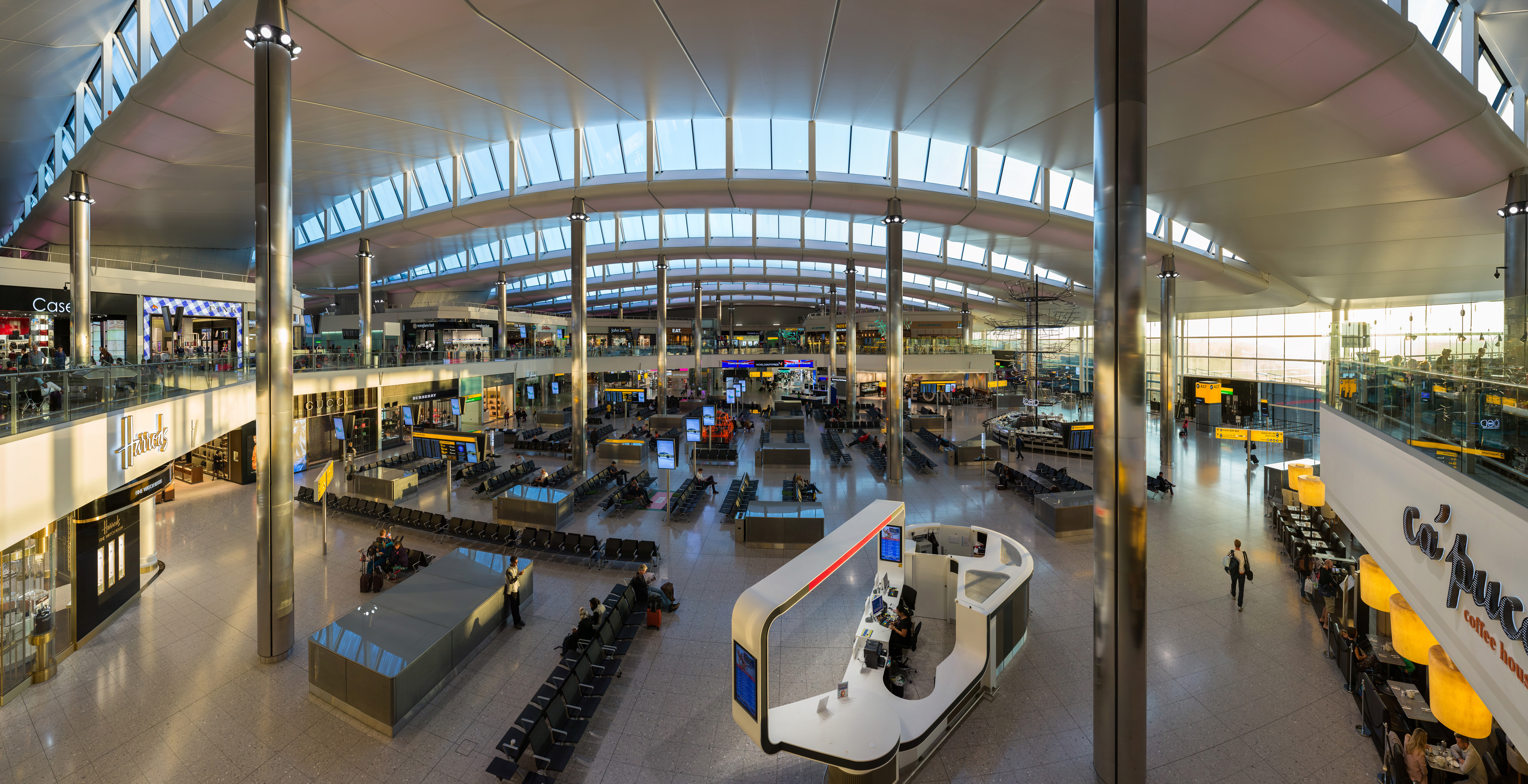
Zona de salidas de la Terminal 2

El diseño de la nueva terminal continúa la idea de "toast rack" utilizada en la construcción de la Terminal 5, un diseño que maximiza el uso del terreno del aeropuerto colocando el edificio terminal y sus satélites perpendicularmente a las pistas. Al igual que la Terminal 5, gran parte del edificio se construyó fuera de la obra, ayudando a superar muchas restricciones logísticas en la construcción en uno de los aeropuertos internacionales más transitados del mundo.
La terminal está dividida en dos edificios conectados: la Terminal 2A y la Terminal 2B. La Terminal 2A la diseñó Luis Vidal + Architects (LVA) y la construyó una "joint venture" de las empresas Ferrovial y Laing O'Rourke. La Terminal 2B la diseñó Grimshaw Architects, y la construyó Balfour Beatty.
Las puertas de embarque de la nueva Terminal T2 están numeradas en el grupo A (puertas 3–26) y el grupo B (puertas 28–49).
La nueva Terminal 2 está diseñada para producir un 40% menos de emisiones de dióxido de carbono que los edificios que reemplaza. El 20% de este objetivo se conseguirá a través del diseño eficiente de elementos tecnológicos, como altos niveles altos de aislación, iluminación led e iluminación pasiva. También los grandes lucernarios inundan el edificio con luz natural, reduciendo la necesidad de iluminación artificial sin generar calentamiento excesivo. Los paneles fotovoltaicos (solares) de la cubierta reducen incluso más la dependencia de aportes energéticos. El restante 20% de reducción de carbono se deberá al nuevo T2 Energy Centre, que con calderas de biomasa alimentadas por pellets proveerán calefacción y refrigeración para las terminales T2 y T5.

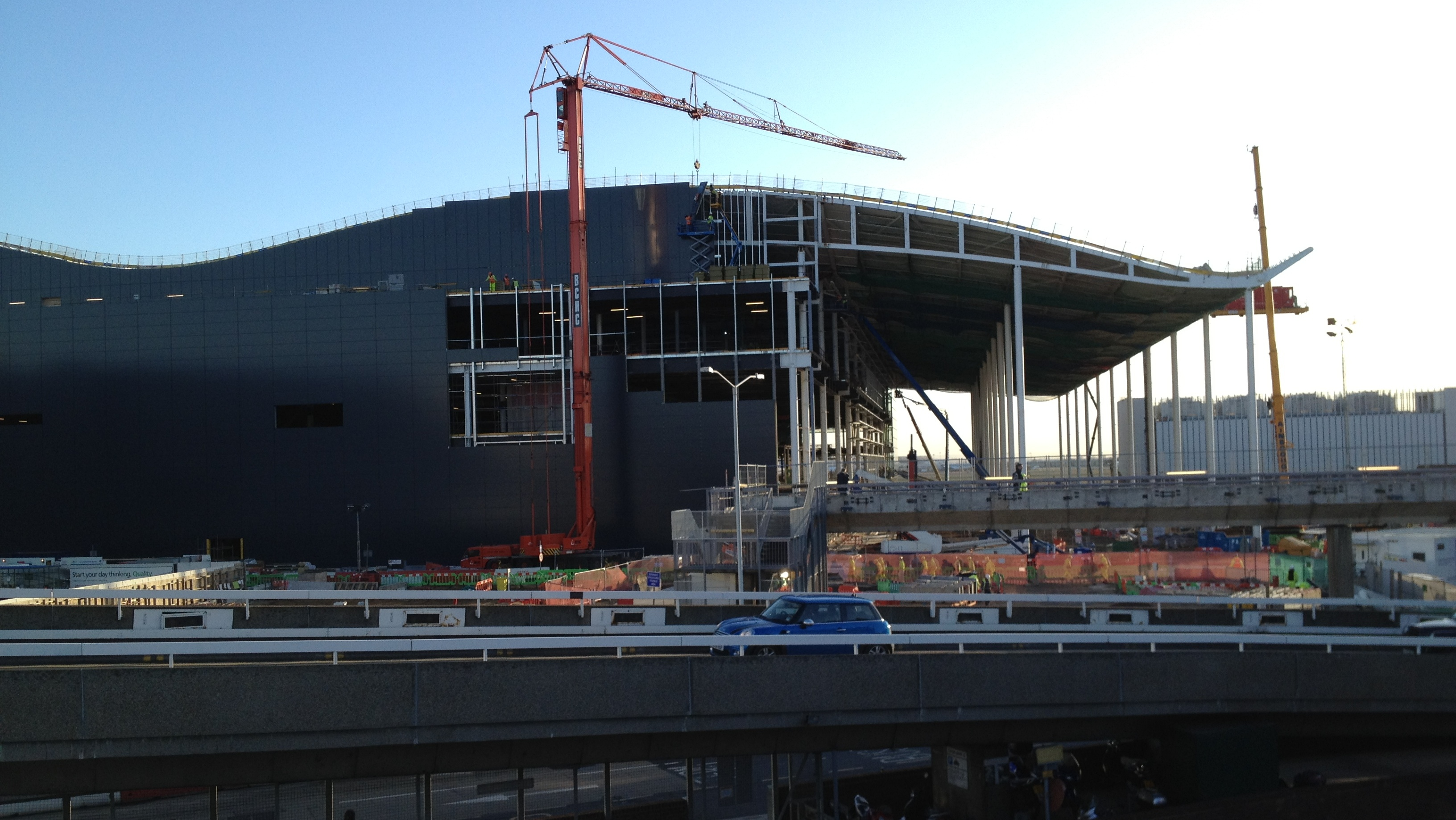
El edificio de la nueva Terminal 2 en construcción, enero de 2012

### Inauguración

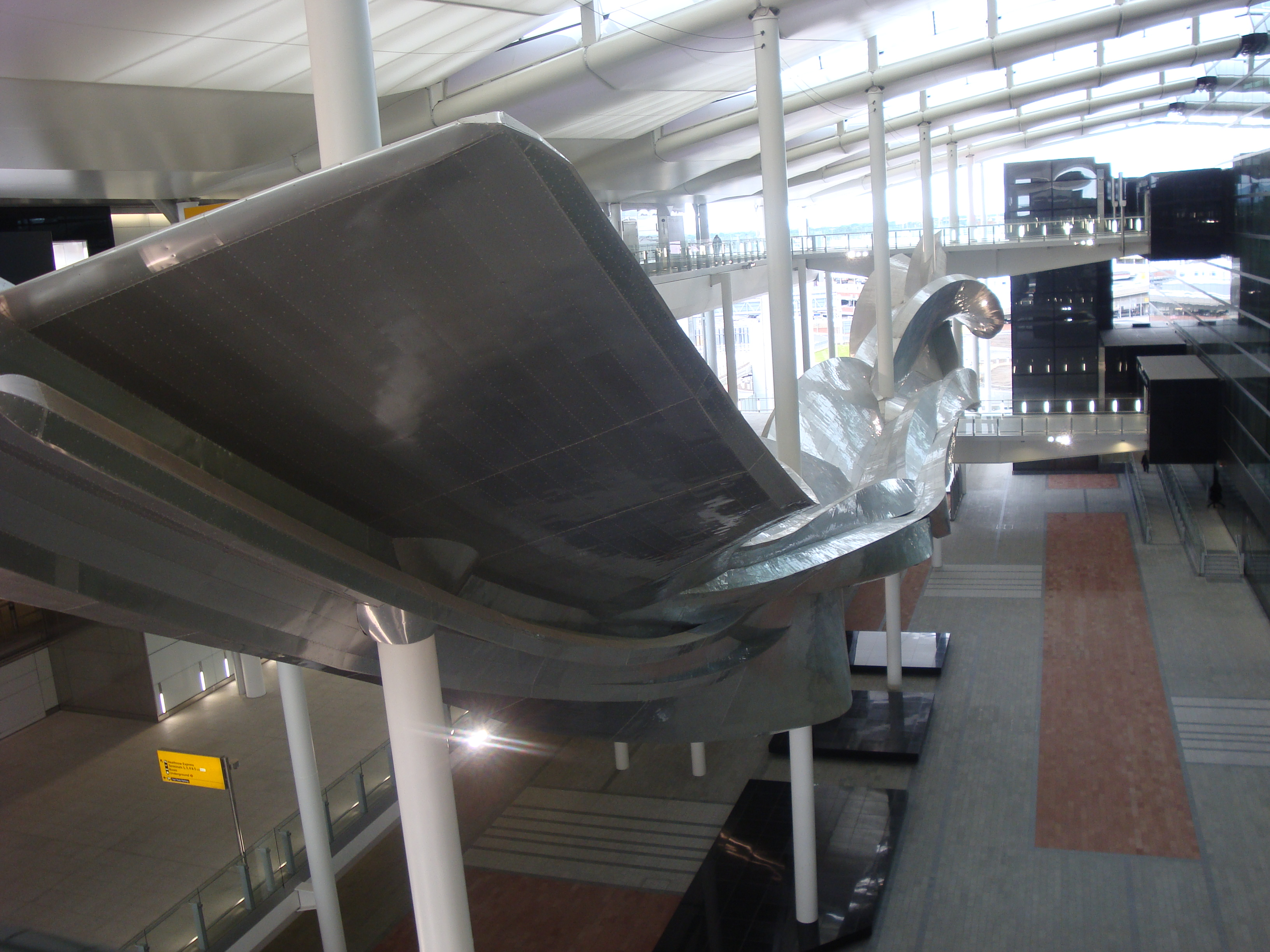
Slipstream ha sido descrita como la escultura permanente más larga en Europa

El primer vuelo que llegó a la terminal fue el vuelo UA958 de United Airlines desde Chicago, aterrizando a las 5:49 (hora local) el 4 de junio de 2014. La Reina Isabel II oficialmente abrió la terminal el 23 de junio de 2014.
Después de que un periodo de adaptación, la terminal ha pasado a ser sede de la Star Alliance (con la excepción del nuevo miembro Air India), como parte del plan del Aeropuerto de Heathrow para maximizar su eficiencia reduciend los tiempos de transbordo y mejorarndo la experiencia de los pasajeros. La terminal nueva tendrá capacidad para 30 millones de pasajeros cada año.

## Terminal original

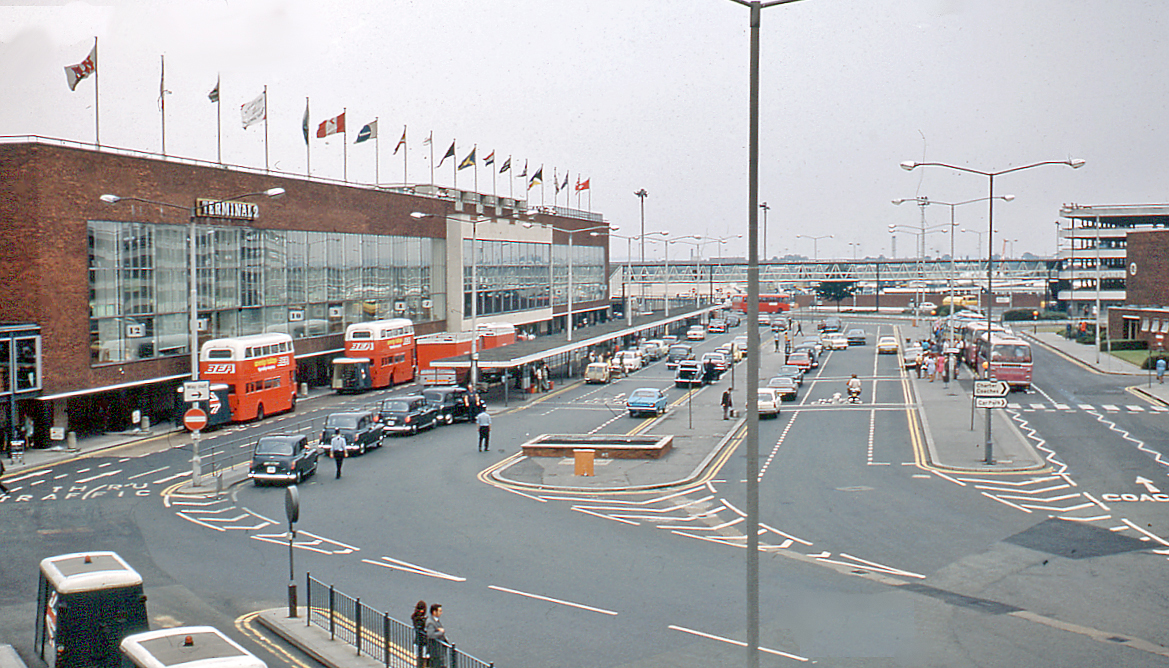
Terminal 2 en 1972

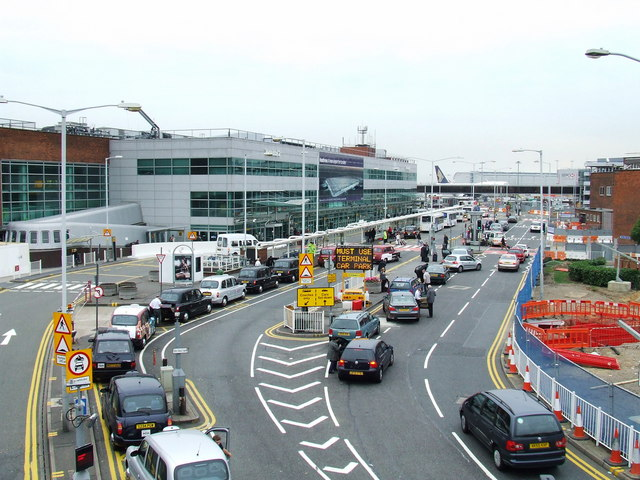
Terminal 2 en 2007

El primer edificio que fue conocido como Terminal 2 era la terminal más antigua de Heathrow, y fue inaugurado como "Europa Building" en 1955. Tenía una superficie de 49 654 metros cuadrados (534 470 pies cuadrados) y en su vida útil pasaron por sus puertas 316 millones de pasajeros. Originariamente diseñado para manejar alrededor 1,2 millones de pasajeros anualmente, en sus últimos años de operación frecuentemente fue utilizado por unos 8 millones.
El 20 de abril de 1984, una bomba explotó en el área de equipaje de T2, hiriendo a 22 personas, 1 de ellas de gravedad.
A pesar de los esfuerzos del personal de mantenimiento y de varias renovaciones y mejoras a lo largo de los años, el edificio se fue volviendo inservible y decrépito. Finalmente se cerró el 23 de noviembre de 2009; el vuelo de Air France AF1881 a París fue el último en salir de la terminal. El edificio se derribó en 2010, y el espacio resultante se combinó con el área adyacente donde estaba el Edificio de la Reina ("Queen's Building") hasta su demolición en 2009 para dejar el sitio para la nueva terminal.